# Festival Internacional de Cine de Mar del Plata 2018
La 33 edición del Festival Internacional de Cine de Mar del Plata se celebró del 10 al 17 de noviembre de 2018 en Mar del Plata.

## Jurados

### Jurado de la Sección Oficial
- María Alché
- Maria Bonsanti
- Valérie Massadian
- Luis Miñarro
- Andrei Ujica

## Sección Oficial

### Competencia internacional
(12 películas a concurso)
| Título                                      | Director                            | País                  |
| ------------------------------------------- | ----------------------------------- | --------------------- |
| Chuva é Cantoria na Aldeia dos Mortos       | João Salaviza y Renée Nader Messora | Portugal Brasil       |
| In Fabric                                   | Peter Strickland                    | Reino Unido           |
| Belmonte                                    | Federico Veiroj                     | Uruguay México España |
| A Portuguesa                                | Rita Azevedo Gomes                  | Portugal              |
| Yara                                        | Abbas Fahdel                        | Líbano Irak Francia   |
| Cassandro, El Exótico !                     | Marie Losier                        | Francia               |
| Skate Kitchen                               | Crystal Moselle                     | Estados Unidos        |
| What You Gonna Do When the World's on Fire? | Roberto Minervini                   | Italia                |
| Entre dos aguas                             | Isaki Lacuesta                      | España                |
| Vendrán las lluvias suaves                  | Iván Fund                           | Argentina             |
| Muere, monstruo, muere                      | Alejandro Fadel                     | Argentina Chile       |
| If Beale Street Could Talk                  | Barry Jenkins                       | Estados Unidos        |

## Palmarés[1]
- Mejor Película: Entre dos aguas, de Isaki Lacuesta (España)
- Premio Especial del Jurado: Chuva É Cantoria Na Aldeia Dos Mortos, de Renée Nader Messora & João Salaviza (Portugal) y Vendrán lluvias suaves, de Iván Fund (Argentina)
- Mejor Director: Roberto Minervini, por ¿Qué vas a hacer cuando el mundo esté en llamas? (Italia)
- Mejor Actriz: Judy Hill, por ¿Qué vas a hacer cuando el mundo esté en llamas? (Italia)
- Mejor Actor: Israel Gómez Romero, por Entre dos aguas (España)
- Mejor Guion: Federico Veiroj por Belmonte (Uruguay)
- Premio del Público: If Beale Street Could Talk, de Barry Jenkins (Estados Unidos)

| Predecesor: Festival Internacional de Cine de Mar del Plata 2017 | Festival Internacional de Cine de Mar del Plata 2018 | Sucesor: Festival Internacional de Cine de Mar del Plata 2019 |